# Jahtari
Jahtari es un netlabel fundado en 2004 por Jan Gleichmar aka "disrupt". Se centra en música dub y reggae, desde una aproximación electrónica a la que denomina "digital laptop reggae".
En su propia página lo describen:
"Somos un pequeño sello discográfico radicado en Leipzig, Alemania, y producimos un tipo de música que denominamos, ante la ausencia de un término mejor, DIGITAL LAPTOP REGGAE (DLR). Esto no significa otra cosa que producir primero y por encima de todo música REGGAE (o DUB) en su sentido clásico, lo que no es necesariamente nuevo, pero dado que tenemos un background principalmente de música electrónica, lo hacemos con la única herramienta que se puede utilizar para este propósito, un ORDENADOR, solo un ordenador."
Jan Gleichmar trabaja como asistente de cámara. En 2006, Jahtari comenzó a ofrecer publicaciones en CD junto a sus descargas gratuitas, y posteriormente pasó a publicar en vinilo.